# 中国服饰史
中國服飾在中华文化佔有重要地位，為中華文明的重要組成部分。華夏衣冠在几千年的时间中通过历代中原王朝对周礼服制坚持代代相传、世世相袭，在儒教礼典中也不断适应时代的需要而产生朝代特色的常服。不同朝代的常服则不尽相同，各朝代往往对各个等级允许的颜色、式样有细致规定，朝代特征较明显。

## 先秦

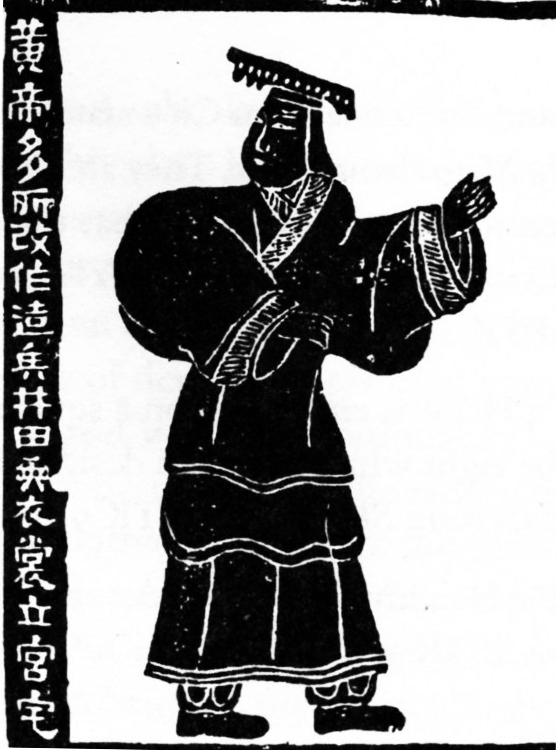
黄帝垂衣裳立宫宅

汉代《世本》记载：黄帝的臣子“伯余作衣裳”、“胡曹作冕衣”。《易·系辞》说“黄帝尧舜垂衣裳而天下治”。《史记·五帝本纪》说黄帝之妻嫘祖养蚕制丝，以作衣裳。唐代张守节《史记正义》记载“黄帝造屋宇，制衣服”。王逸《机赋说》认为，上古人们拿兽皮当衣服，伏羲、炎帝以来，已经出现了真正的衣裳，到黄帝时期，则出现了衮冕等较为完备的服饰制度。
根據考古，在距今7000年前的河姆渡文化、距今6000年前的仰韶文化等古文化遺址中，都發現了原始的織布工具和織物殘片遺存。
夏商周時期服飾的典型特徵有交领、右衽、系带等。在甲骨文、金文的多种字形中，很常见的一种字形的“衣”字即为交领右衽上衣的形象。夏朝黑衣裳，商朝尚白则縞衣裳，周朝折中夏殷之制而玄衣素裳。夏商周的衣裳之制即吉礼中的冠弁服、皮弁服、爵弁服。河南安阳殷墟（魏郡或相州）出土的玉人亦穿着此种特点的服装，该玉人是中国目前出土的最早、最完整的服饰造型。与交领、右衽、系带的上衣相配的下装是“裳”。
商代的織物顏色，以暖色為多，尤其以黃、紅為主，間有棕色和褐色，但並不等於不存在藍、綠等冷色。只是以朱砂和石黃製成的紅黃二色，比其他顏色更鮮艷，滲透力也較強，所以經久不變並一直保存至今。經現代科技分析，商周時期的染織方法往往染繪並用，尤其是紅、黃等正色，常在織物織好之後，再用畫筆添繪。
周代服飾大致沿襲商代的服制，只是略有變化。衣服的樣式比商代略寬松。春秋战国时期，服饰大致沿袭西周的服制，只是略有变化。百家学说对服饰的完善有着一定的影响。冠服制被纳入了“礼治”的范围，成了礼仪的表现形式，从此中国的衣冠服制更加详备。

## 秦汉
- 东汉绅士
- 东汉贵族大掖衣
- 头戴梁冠着绛纱袍的东汉公卿
- 东汉的持戈士兵
- 骑马的汉朝士兵
- 汉朝士兵
- 汉代武士
- 西汉三重衣
- 西汉女性装束
- 着襜褕的西汉舞女陶俑
- 东汉石像，上有铭文“李府君讳冰”
- 汉代带钩

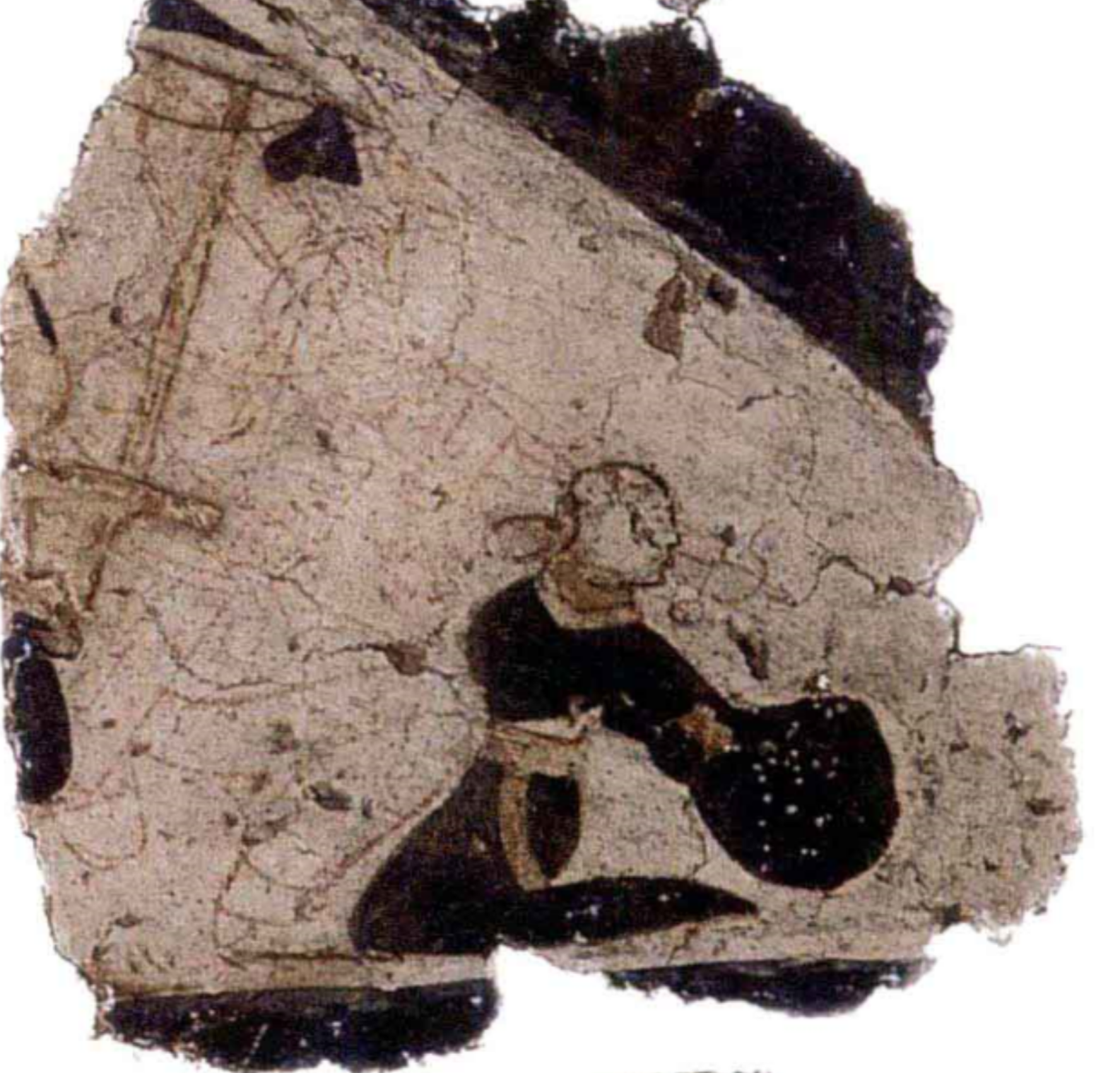
秦咸阳宫壁画

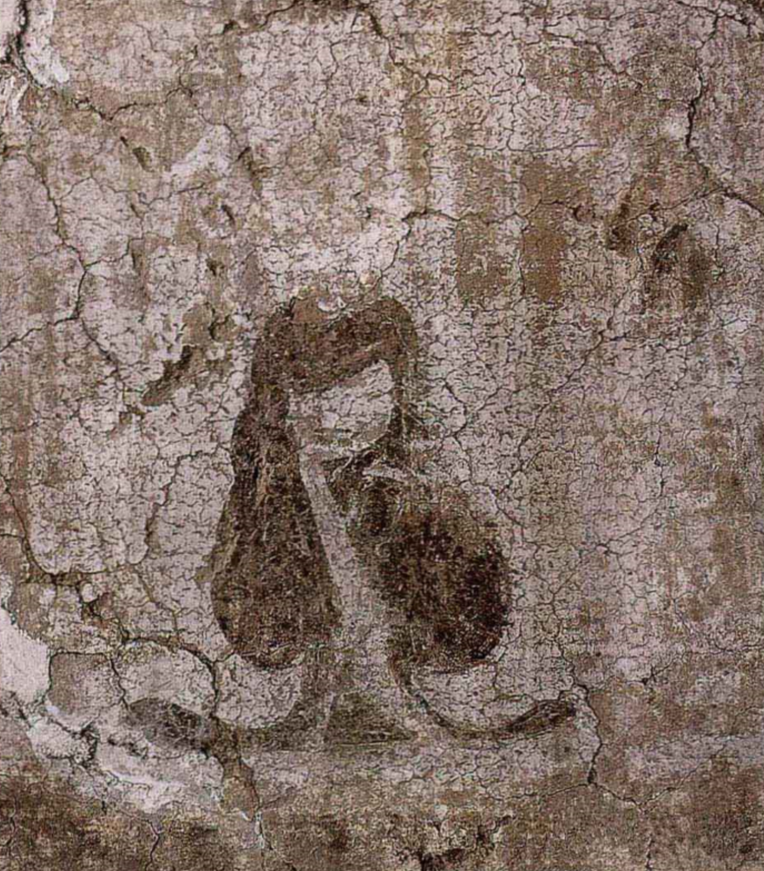
秦咸阳宫壁画

秦文化以黑色为尊，贵族服饰也崇尚黑色，秦咸阳宫遗址壁画多有表现。
秦汉服装基本沿袭战国时期，仍然以衣裳、深衣、襜褕为主，袍按裁剪方式大致分为曲裾、直裾两种，都是男女均可穿着。武士则着短衣小袖大绔。
秦汉时期曲裾袍是女服中最为常见的一种服式，这种服装通身紧窄、长可曳地，穿上後下䙓一般呈喇叭状，行不露足。汉代窄袖紧身的绕襟深衣，衣服几经转折，绕至臀部，然后用绸带系束，衣上还绘有精美华丽的纹样。衣袖有宽窄两式，袖口大多镶边。衣领部分通常用交领，领口很低，以便露出里衣。如穿几件衣服，每层领子必露于外，最多的达三层以上，現代称“三重衣”。
由于深衣的普遍流行，穿襦裙的妇女有所减少，但并没有消失，在汉乐府诗中就有不少描写。这个时期的襦裙样式，一般上襦极短，只到腰间，而裙子很长，下垂至地。1957年在甘肃武威（汉代武威郡）磨咀子汉墓中发现了襦裙实物。
在秦漢時期，女性不穿褲子只穿裙子，最有名的是留仙裙。
汉朝（包括新朝）时期，中国的文化、经济、政治、军事等各方面都空前繁荣、强大，汉族由此而得名。此时期的服饰礼仪制度也极大完备，并由此出现了一个成语“汉官威仪”来称颂汉朝的服饰制度。

## 魏晉南北朝
- 女史箴图中著雜裾垂髾服的女子
- 女史箴图中的衣裳
- 晋代男子贵族装束
- 女史箴圖
- 魏晋平民装束
- 彩绘人物故事漆屏
- 彩绘人物故事漆屏
- 北齐校书图
- 北齐骑兵

魏晋南北朝时期，服装基本承袭秦汉的遗俗。男子的服装流行大袖翩翩的衫子。直到南朝时期，这种衫子仍为各阶层男子所爱好，成为一时的风尚。
魏晋时期妇女服装承袭秦汉的遗俗，在传统基础上有所改进，一般上身穿衫、袄、襦，下身穿裙子，款式多为上俭下丰，衣身部分紧身合体，袖口肥大，裙为多折裥裙，裙长曳地，下䙓宽松，从而达到俊俏、潇洒的效果。
袴褶基本款式為上身穿齊膝大袖衣，下身穿肥管褲。這種服裝的面料，常用較粗厚的毛布來制作。穿褲和短上襦，合稱襦褲，但晋代之前的貴族必須在襦褲外加穿袍裳，只有騎馬者、廝徒等從事勞動的人為了行動方便，才直接把褲露在外面。晋代之前的貴族是不得穿短衣和褲外出的。到了晉代這種習慣才有所改變。南北朝的褲有大口褲和小口褲，以大口褲為時髦，穿大口褲行動不便，故用錦帶將褲管縛住，有、又稱縛褲。
魏晉北朝時期的鎧甲主要有筩袖鎧兩、襠鎧和明光鎧。

## 隋唐五代十国
唐代男子常服，以幞头袍衫为尚，幞头又称袱头，是在汉魏幅巾基础上形成的一种首服。官吏除穿圆领窄袖袍衫之外，在一些重要场合，如祭祀典礼时仍穿礼服。礼服的样式，多承袭前朝旧制，头戴介帻或笼冠，身穿对襟大袖衫，下着围裳、玉佩组绶等。
隋唐妇女的常服仍然是襦裙。在隋代及初唐时期，妇女的短襦都用小袖，下着紧身长裙，裙腰高系，一般都在腰部以上，有的甚至系在腋下，并以丝带系扎，给人一种俏丽修长的感觉。中唐时期的襦裙的比初唐的较宽阔一些，其它无太大变化。此外还有“半臂”，又称“半袖”， 是一种从短襦中脱胎出来的服式。一般为短袖、对襟，衣长与腰齐，并在胸前结带。样式还有“套衫”式的，穿时由头套穿。半臂下䙓，可显现在外，也可以像短襦那样束在里面。披帛，又称“披子”，通常一轻薄的纱罗制成，上面印画图纹。长度一般为二米以上，用时将它披搭在肩上，并盘绕于两臂之间。走起路来，不时飘舞，十分美观。从传世的壁画、陶俑来看，穿着这种服装，里面一定要穿内衣（如半臂），而不能单独使用。
唐代男子服飾，以襆頭袍衫為尚，襆頭又稱袱頭，是在漢魏幅巾基礎上形成的一種首服。唐代官吏，除穿圓領窄袖袍衫之外，在一些重要場合，如祭祀典禮時仍穿禮服。
五代时期服饰基本沿袭了唐朝服饰，但出现了宋代流行的对襟中腰襦裙的雏形。

## 辽宋金元服饰

### 宋代服飾
- 宋寧宗恭聖皇后坐像
- 宋神宗坐像
- 折檻圖
- 趙佶（宋徽宗） 听琴图
- 趙佶（宋徽宗） 文會圖
- 清明上河图
- 劉松年所繪製的羅漢
- 雪夜訪普圖
- 骷髏幻戲圖
- 市擔嬰戲
- 蘇漢臣 秋庭嬰戲圖（局部）
- 蘇漢臣 冬日嬰戲圖

宋朝汉族男子野服沿袭了大襟右衽交领和圆领这两种传统服饰式样。
宋朝汉族女服基本是上衣下裳，基本式样有两种：大襟右衽交领和对襟，普遍穿襦裙，女装相比男装要富于变化些，出現褙子。貴婦階層還流行「大袖」，「金縷縫」為其中高端的一種。北宋已有纏足。

### 遼代北班服飾
遼代服裝以長袍為主，男女皆然，上下同制。服裝特征，一般都是左衽、圓領、窄袖。袍上有疙瘩式紐襻，袍帶於胸前系結，然後下垂至膝。長袍的顏色比較灰暗，有灰綠、灰藍、赭黃、黑綠等幾種，紋樣也比較樸素。貴族阶层的長袍，大多比較精致，通體平鏽花紋。龍紋是漢族的傳統紋樣，在契丹族男子的服飾上出現，反映了兩民族的相互文化交流影響。

### 金代貴族服飾
金代服飾略有講究，男子的常服，通常由四個部分組成，即頭裹皂羅巾、身穿盤領衣、腰系吐骼帶、腳著烏皮鞋。他們的形制（包括樣式、色彩、紋樣），都有一些特點。金代服飾有一重要特徵，是多用環境色，即穿著與周圍環境相同顏色的服裝。這與女真族的生活習慣有關，因女真族屬於狩猎、渔猎和农耕民族，以狩獵為生，服裝顏色與環境接近，可以起到保護的作用，冬天多喜用白色，春天則在上衣上鏽以「鶻捕鵝」「雜花卉」及「熊鹿山林」等動物紋樣，同樣有麻痹獵物、保護自己的作用，其中尤喜用鹿紋。在松花江下游奧裡米金墓出土的玉透雕牌上，就雕有一對赤鹿，一只公鹿長角弓背，傲然挺立；一只母鹿回眸凝望，溫文閑雅。左右兩邊各有一棵小樹，表示鹿在林中棲息，具有游牧民族的裝飾特點。蘭州中山林金墓出土的雕磚上，也雕刻著大量的鹿紋。至於在山西稷山馬村、化峪等地金墓發現的這種圖案更多，鹿的形像也各不相同，或漫步緩行，或奔騰飛馳，富有濃厚的生活氣息。這種裝飾特點，在衣冠服飾上也得到大量的反映，《金史·輿服志》中就有女真族服飾「以熊鹿山林為文」的記載。鹿的圖案大量被採用，除其本身的外形較為優美，便於用作裝飾外，還有一個原因，即鹿與漢字的「祿」同音，富有吉祥的含意。本圖所繪的裙字圖案，即飾有鹿紋。明清時期，鹿的圖案雖然沒有被收進官員補服，但在民間仍屬常用，比較多見的是將它與福字和壽字配合在一起，名謂福祿壽。

### 元代服饰
元朝時期的服飾文化也對漢人的服飾作出了影響，例如明代流行的曳撒就是繼承於元代的腰線襖。
- 元世祖半身像
- 元世祖察必皇后半身像
- 元世祖出猎（局部）
- 元世祖出猎
- 元代汉人的饮茶装束
- 元曲演出壁画

### 元代貴族便服
元代貴族襲漢族制度，在服裝上廣織龍紋。據《元史輿服志》記載，皇帝祭祀用袞服、蔽膝、玉簪、革帶、綬環等有飾有各種龍紋，僅袞一件就有八條龍，領袖衣邊的小龍還不計。龍的圖案是漢族人民創造的，它代表著華夏民族的文化。晚唐五代以後，北方夷狄（少數民族）相繼建立君主制政权并统治中原的君主制国家，都無例外地沿用了這一圖案。到了元代更加突出，除服飾大量用龍之外，在其它生活器具中也廣泛使用。元代蒙古族男子，戴一種用藤篾做的「瓦楞帽」，有方圓兩種樣式，頂中裝飾有珠寶。

### 元代織金錦袍
元代服裝大量用金，超過以往歷代。織物加金，早在秦代以前就已出現。至於漢族服飾上得到運用，時間大約在東漢或東漢以後，而且主要在宮廷中使用。直到魏晉南北朝以後，服飾織金的風氣才在全國範圍內普及。宋代貴族服飾用金，在技術上已發展到了十八種之多。遼、金統治地區織金技術也有很大進步，尤以回鶻族地區最為流行，所織衣料最為精美。元代繼遼、金之後，在織物上用金更勝於前代。

### 元代男服辮線襖
蒙古族男子，戴一種用藤篾做的「瓦楞帽」，有方圓兩種樣式，頂中裝飾有珠寶。辮線襖的樣式，為圓領、緊袖、下擺寬大、折有密襉，另在腰部縫以辮線制成的寬闊圍腰，有的還釘有鈕扣，俗稱「辮線襖子」，或稱「腰線襖子」。辮線襖產生於金代，至於大規模使用則在元代，最初可能是身份低卑的侍從和儀衛的服飾，後來穿辮線襖已不限於儀衛，尤其是在元朝後期。一般「番邦」「侍臣」官吏形像，大多穿此服。這種服飾一直沿襲到明代，不僅沒有隨著大規模的服制變易而被淘汰，反而成了上層官吏的裝束，連皇帝、大臣都穿著。

### 元代襦裙半臂
元代服裝，以長袍為主。樣式較遼代的稍大。男子的公服多從漢族習俗，「製以羅，大袖，盤領，右衽」。其職位級別，在服裝的顏色及紋樣上表示。公服之冠，皆用襆頭，制以漆紗，展其雙腳。平日燕服，多穿窄袖袍。地位低下的侍從僕役，常在常服之外，罩一件短袖衫子，婦女也有這種習俗（稱為襦裙半臂）。袍服的形制，除遼金通用者外，還有一種樣式，為圓領，緊袖，下擺寬大，折有密襉。

## 明
明朝服饰继承了宋元两代的式样，但亦有一定程度的胡化和演变，例如明代流行的曳撒就是继承于元代蒙古人的腰线袄。中后期更出现了前代未见的形制款式如立领，以及于一件衣服的显眼处大量使用金属钮扣。至清朝期间逐渐被禁止，但仍有少数款式和特征流传至今。近代至现代朝鲜族、琉球族、京族的民族服饰（韩服、琉装、越服）亦深受明朝服饰影响明太祖朱元璋取代元朝后，诏令“衣冠制度悉如唐宋之旧”。男子服饰基本沿袭了大襟右衽交领和圆领这两种传统服饰式样，但又吸收了一些元代服饰特点，发展出曳撒等特色服饰。明代妇女的服装以襖裙为主，與前代襦裙的主要差異在於上衣並不束在裙子內。除了一直流傳的衫、袄及裙子外，还流行霞帔、褙子、比甲等新鲜样式，奇裝異服者眾，衣服的多变与款式做工达到一个高峰。。明代開始於顯眼處使用纽扣，在部分常服及軍服中使用较多，禮服、官服則仍然沿用交領及盤領款式，不在顯眼處用扣子。
- 明宣宗坐像
- 穿着公服的明代官员姜舜夫
- 明朝公服
- 明宣宗行乐图
- 北京宫城图
- 杏園雅集圖
- 三教图
- 劉海戯蟾圖
- 男子服饰
- 明代命婦圆领袍
- 行衣
- 六合一統帽男子
- 身穿道袍的利玛窦
- 夏允彝、夏完淳父子像
- 吴伟业像
- 鄭成功畫像
- 明代小厮

明代男子常服、礼服、常禮服等，多用袍衫，有直身、直裰、道袍、道服、行衣、深衣等形制。上層社會及富家男子的便服面料以綢緞為主，上繪有紋樣，也有用織錦緞制作的，其制為大襟、右衽、寬袖，下長過膝。常服及吉服道袍、直裰、直身等，配以絲縧，勞動者多穿上衣下褲組成的裋褐。巾帽有多款，常見有幅巾、大帽、東坡巾、唐巾、儒巾、飄飄巾等。
明代婦女的服裝，主要有衫、襖、霞帔、褙子、披風、比甲及裙子等，明中期出現立領。比甲的名稱，見於宋元以後，但這種服飾的基本樣式，卻早已存在。比甲為對襟、無袖，左右兩側開衩。隋唐時期的半臂，就是與比甲有著一定淵源關係。明代比甲大多為年輕婦女所穿，而且多流行在士庶妻女及奴婢之間。成年女性多戴狄髻，並於上面插上成套的飾物，稱為頭面。明代上襦下裙的服裝形式，與唐宋時期的襦裙最大差別在於明代的上衣並不束在裙外，這種款式稱為襖裙。比如立领、宽衣大袖紧袖口与大褶裙装等，都是大明服饰的特色。勞動時常加一條短小的腰裙，以便活動，有些侍女丫環也喜歡這種裝束。上襦除傳統的交領外，到明中後期還出現立領。裙子除繼承前代的百褶裙、褶襉裙外，還出現了馬面裙。裙的顏色，初尚淺淡，雖有紋飾，但並不明顯。至中期則多飾以膝襴，有刺繡、織金、燙金等形式的裙襴。崇禎初年，裙子多為素白，即使刺繡紋樣，也僅在裙幅下邊一、二寸部位綴以一條花邊，作為壓腳。裙幅初為六幅，即所謂「裙拖六幅湘江水」；後用八幅，腰間有很多細褶，行動輒如水紋。到了明末，裙子的裝飾日益講究，裙幅也增至十幅，腰間的褶襉越來越密，此時出現一種裙子，每褶都有一種顏色，微風吹來，色如月華，故稱「月華裙」。腰間多掛上荷包、事件（小工具組合）等物品，裝飾與實用性兼備。明代崇祯年间出現一種以各色零碎錦料拼合縫制成的服裝，稱為水田衣，因整件服裝織料色彩互相交錯形如水田而得名。它具有其它服飾所無法具備的特殊效果，簡單而別致，水田衣的制作，在開始時還比較注意勻稱，各種錦緞料都事先裁成長方形，然後再有規律地編排縫制成衣。到了後來就不再那樣拘泥，織錦料子大小不一，參差不齊，形狀也各不相同，與戲台上的「百衲衣」（又稱富貴衣）十分相似。

## 清
清軍入关之后清朝統治者用武力推行剃发易服，結果導致明代男裝及官服消失在清代的主流社會中，但在「十從十不從」的規範下，部分農村地區的士紳農民、女性、僧道、兒童等的服飾並未強制改變。清代漢族婦女服飾變化方面較男服為少。后妃命婦，仍承明俗，以鳳冠、霞帔作為禮服。普通婦女則穿披風、襖裙。披風是清代婦女的外套，作用與男褂相似，其制為對襟、大袖、下長及膝。披風之上，裝有低領，點綴著各式珠寶。披風的裡面，還有大襟、大襖小襖，小襖是婦女的貼身內衣，顏色大多用紅、桃紅、水紅之類。婦女的下裳，多為裙子，顏色以紅為貴。裙子的樣式，初期尚保存著明代習俗，有鳳尾裙及月華裙等。清末，在普通婦女中間，還流行穿褲。
清代滿族婦女服飾馬甲，或叫「背心」、「坎肩」或「半臂」。清代滿族婦女所穿的旗裝長袍外面常加罩一件馬甲。這種馬甲與男式馬甲一樣，也有大襟、一字襟、對襟及琵琶襟等形制，長度多到腰際，並綴有花邊。
清代皇后服飾，皇后常服樣式，與滿族貴婦服飾基本相似，圓領、大襟，衣領、衣袖及衣襟邊緣，都飾有寬花邊，只是圖案有所不同。本圖展示的服裝紋樣為菊花及蝴蝶。整件服裝為湖藍色緞地，衣身繡各種姿態的蝴蝶，蝴蝶中間，穿插數朵菊花。袖口及衣襟也以菊花及蝴蝶為緣飾。此服為后妃所穿著。
清代皇帝服飾有朝服、吉服、常服、行服等。皇帝朝服及所戴的冠，分冬夏二式。冬夏朝服區別主要在衣服的邊緣，春夏用緞，秋冬用珍貴皮毛為緣飾之。朝服的顏色以黃色為主，以明黃為貴，只有在祭祀天時用藍色，朝日時用紅色，夕月時用白色。朝服的紋樣主要為龍紋及十二章紋樣。一般在正前、背後及兩臂繡正龍各一條；腰帷繡行龍五條襞積（折襉處）前後各繡團龍九條；裳繡正龍兩條、行龍四條；披肩繡行龍兩條；袖端繡正龍各一條。十二章紋樣為日、月、星辰、山、龍、華蟲、黼、黻八章在衣上；其余四種藻、火、宗彝、米粉在裳上，並配用五色雲紋。

### 太平天國女服
清代太平天國婦女服飾雖然有所規定，但並不嚴格。婦女一般不戴角帽及涼帽，大多用綢緞扎額，冬日也戴風帽。起義初期，大多數婦女都穿男服，也有穿著苗裝的。定都天京以後，由於生活條件的改善，婦女多不穿男裝，依身份地位的不同所用圖案紋樣繁簡不一。普通婦女則穿由各色綢緞制成的長袍。樣式以圓領為主，領口開得很小，腰身也比較合體，下擺部分較為寬松，衣長過膝，左衽。為了活動方便，常在下擺開衩，或開在兩側，或開在中間。

### 太平天國褂袍
清代太平天國服飾  太平天國是中國唯一具備服飾制度的農民政權。在服飾上，既繼承了傳統遺制，又有所創新，形成了一套獨特的衣冠服飾制度。太平天國將領的冠帽有角帽、風帽、涼帽及帽額等制。角帽即為朝帽上飾龍鳳圖紋。朝服分長袍和馬褂兩種袍為圓領寬袖，上繡有紋樣，並以紋樣來區分職位。馬褂有紅、黃兩種顏色，並以顏色來區分職位。

### 清代胄甲
清代一般的盔帽，無論是用鐵或用皮革制品，都在表面髹漆。盔帽前後左右各有一梁，額前正中突出一塊遮眉，其上有舞擎及覆碗，碗上有形似酒盅的盔盤，盔盤中間豎有一根插纓槍、雕翎或獺尾用的鐵或銅管。後垂石青等色的絲綢護領，護頸及護耳，上繡有紋樣，並綴以銅或鐵泡釘。鎧甲分甲衣和圍裳。甲衣肩上裝有護肩，護肩下有護腋；另在胸前和背後個佩一塊金屬的護心鏡，鏡下前襟的接縫處另佩一塊梯形護腹，名叫「前擋」。腰間左側佩「左擋」，右側不佩擋，留作佩弓箭囊等用。圍裳分為左、右兩幅，穿時用帶系於腰間。在兩幅圍裳之間正中處，覆有質料相同的虎頭蔽膝。

### 太平天國號衣
清代太平天國的士兵平時只准紮巾而不能戴冠，臨陣打仗時才許戴盔。這種盔帽大多用竹、篾、柳、藤編成，具有一定的防御性能，名為「號帽」，或叫「得勝盔」。一般在上面繪有各種花朵及彩雲，並在正中寫「太平天國」四字。士兵的平常服裝，不甚嚴格，一般多穿雜色短衫。遇有行軍打仗之時，則穿號衣。老年士兵可以不穿號衣，雖無官職，也允許穿著短襖。另有「腰牌」制度，凡天國兵士，都在腰帶上佩掛一塊長方形木牌，上寫部隊番號及官長姓名，並蓋有火印，以此作為出入軍營的憑證。

## 中華民國大陸時期
- 袁世凯祭服
- 蟠桃宫道士

民國時期可說是中國在中共改革開放前服飾種類最豐富、新穎、流行的時代，尤其是上海主導的服飾界，這個時期西裝、洋裝逐漸盛行，甚至出現中西融合風。

### 袁世凱時期
1910年（宣統二年），资政院议决剪辫易服案，中國各地各族人民開始群起剪辮。袁世凱逼滿清宣統帝退位之后，臨時政府頒布「剪辫令」。民国初年颁布《暂行祭祀冠服制》一度恢复古代祭服傳統。

### 近代婦女襖裙
辛亥革命以後，女裝在這一時期上衣下裙最為流行，上衣有衫、襖、背心，樣式有對襟、琵琶襟、一字襟、大襟、直襟、斜襟等變化，領、袖、襟、擺多鑲滾花邊或刺繡紋樣，衣擺有方有圓、寬瘦長短的變化也較多。

### 女學生制服
這個時期最有特色的女裝為當時的學生制服，那時的女生，淺藍上衣、百褶裙或各種黑裙、白色紗襪、圓口布鞋，都帶著那個時代特有的印記。上衣多為淡藍色，下面搭配黑色或者藏藍色的裙子，簡潔美麗，是中式服裝向西式現代服裝融合的一重要標誌。
這個時期裙子下擺的長度也有鎖定，不過沒有短到膝上。

### 近代旗袍
近代旗袍始於清朝，盛行於清末民初，1920年代，旗袍開始走紅，也受到許多西方人的青睞。旗袍在袖子及下擺部分，在不同時期有不同的變化：袖子從寬到窄，從長到短；下擺從長到短，再由短到長，完全隨著時代的變遷而變遷。

### 30年代上海時裝
連衣裙是二十年代有一部分留學生及文藝界、知識界人士，留學回國帶進了中國的。三十年代穿著者逐漸多了起來，連衣裙的樣式也不斷豐富起來，成為上海流行一時的時裝。

## 中華人民共和國

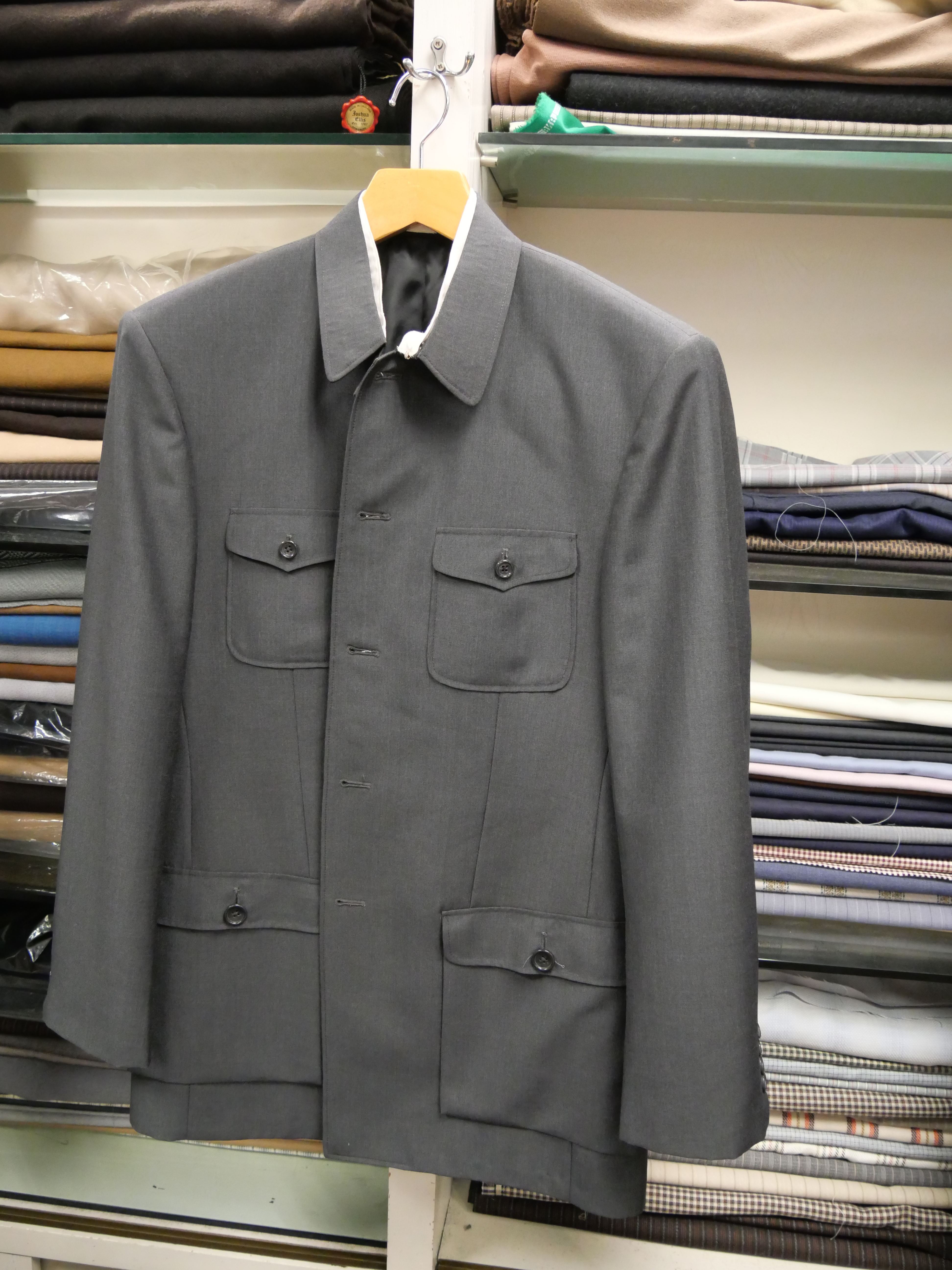
香港湾仔本地裁缝店的中山装

建国初期以中山装、列宁装及东欧国家类型的服装为主，逐渐取代了清代以及民国时期以长衫、旗袍为主体的旧服饰，1960至70年代则完全被替代。改革开放后由于受西方的影响，主流穿着被西式以及改良的休闲装所替代。由于部分人出于怀旧热潮，早期的中国汉族服饰（包括汉服、民国时期的旗袍）逐渐在现代复活。中国少数民族由于受内地影响，以城市、年轻人为主体的少数民族也开始接受现代化的主流服饰，但仍有部分少数民族群众维持自己日常的民族服饰的穿着。改革开放后，随着民族服饰的复兴，部分少数民族自己独有的服饰也逐渐走向国际市场。
包括和服在内，在公共场合穿着日本服装引发一系列公共事件。

### 中山裝
1949年後又稱毛裝，為1979年改革開放前，特別是文化大革命，人民常穿的服飾（另一種是軍裝）。

### 紅領巾
作为中國少年先鋒隊隊员的象征，學生多數佩帶此巾。

### 解放鞋
原型为中国人民解放军用布鞋，主要在改革開放前流行。

### 西服
在改革開放後流行。

### 漢服復興
又稱「漢服運動」，近年出現以「漢服」為主軸和符號，在建構漢人的民族服飾和復興漢文化及中國傳統文化的社會文化運動。